# Bitch, Don't Kill My Vibe
Bitch, Don't Kill My Vibe è un singolo del rapper statunitense Kendrick Lamar, pubblicato il 19 marzo 2013 come quinto estratto dal secondo album in studio Good Kid, M.A.A.D City.

## Antefatti
Inizialmente il brano era destinato ad essere una collaborazione con la cantante statunitense Lady Gaga, ma la sua parte fu infine esclusa dalla registrazione finale a causa di problemi di temporizzazione.
L'8 novembre 2012, Lady Gaga ha pubblicato la versione originale della canzone in cui lei ha un verso e canta anche come voce sottofondo. Lamar ha espresso la sua sorpresa e l'approvazione per il rilascio della canzone, poiché ha ritenuto di essere stato soddisfatto del loro lavoro insieme.

## Produzione
La canzone è stata prodotta dal produttore Sounwave, collaboratore fisso del team di produzione interno di Top Dawg Entertainment. Il brano è un campionamento di Tiden Flyver, del gruppo elettronico danese Boom Clap Bachelors.

## Promozione
Lamar si è esibito in Bitch Don't Kill My Vibe in tutti i concerti del tour The Damn Tour.

## Video musicale
Il video musicale di Bitch, Don't Kill My Vibe, diretto da The Lil Homie e OG Mike Mihail, è stato pubblicato il 13 maggio 2013. Lo stesso giorno, una parte del video non inserita è stata pubblicata del regista stesso. Prevedeva cameo di Juicy J e Jay Rock e un clip bonus che presentava in anteprima la canzone di Schoolboy Q, intitolata Man of the Year. Il comico statunitense Mike Epps fa un'apparizione durante il video.

## Riconoscimenti
Il brano è stato nominato in tre diverse categorie ai BET Hip Hop Awards del 2013. Le categorie per cui era candidato sono: miglior video hip hop, brano dell'anno e il People's Champ Award ma non ha vinto nessuno dei tre premi.

## Tracce
Download digitale
Testi e musiche di Kendrick Duckworth, Mark Spears, Robin Braun, Vindahl Friis, Lykke Schmidt.
1. Bitch, Don't Kill My Vibe (edited) – 5:11
2. Bitch, Don't Kill My Vibe (explicit) – 5:11
3. Bitch, Don't Kill My Vibe (feat. Jay-Z) (remix) – 4:39
4. Bitch, Don't Kill My Vibe (feat. Emeli Sandé) (remix) – 5:06

## Formazione
Musicisti
- Kendrick Lamar – voce
- Marlon Williams – chitarra
- Vaiyeh – chitarra
- Mary Keating – violino

Produzione
- Mixed by Ali – missaggio, ingegneria del suono
- Dr. Dre – missaggio

## Remix
Un remix di Bitch, Don't Kill My Vibe con il rapper americano Jay-Z è stato trasmesso alla radio come quinto singolo dell'album dal 21 marzo 2013, assieme alla versione originale e ad un altro remix, definito come International Remix, con la cantante britannica Emeli Sandé.

## Classifiche

### Classifiche settimanali
| Classifica (2012-13)              | Posizione massima |
| --------------------------------- | ----------------- |
| Belgio (Fiandre)                  | 49                |
| Paesi Bassi remix con Emeli Sandé | 16                |
| Regno Unito                       | 78                |
| Regno Unito (R&B)                 | 18                |
| Stati Uniti                       | 32                |
| Stati Uniti (R&B/Hip-hop)         | 9                 |

### Classifiche di fine anno
| Classifica (2013)         | Posizione |
| ------------------------- | --------- |
| Stati Uniti (R&B/Hip-hop) | 20        |
| Stati Uniti (Rhythmic)    | 40        |